# 최남선
최남선(崔南善, 1890년 4월 26일 ~ 1957년 10월 10일)은 대한민국의 문화운동가이며 근대 문학 발전에 기여한 공로가 있는 반면, 이광수와 함께 거론되는 변절한 친일파이다. 아명은 창흥(昌興), 자는 공륙(公六), 아호는 육당(六堂)이며, 본관은 동주.
한성부에서 출생하여 지난날 한때 강원도 철원을 거쳐 경상남도 창원에서 잠시 유아기를 보낸 적이 있는 그는 대한제국의 국비 유학생으로 일본에 유학을 갔으나 중퇴와 복학을 되풀이하다가 1907년 와세다 대학 재학 중 동맹 휴학 사건으로 인하여 퇴학 처분되어 귀국했다. 1908년 이광수와 함께 소년지를 창간했으나 한일 합방 후 일제의 압력으로 폐간되었고, 1912년 이광수의 도움으로 《붉은 저고리》, 1913년 《아이들 보이》, 《새별》등의 잡지를 발간하였으나 조선 총독부의 '신문지법' 명령으로 모두 강제 폐간되었다. 1914년에는 잡지 《청춘》을 발간했으나 1918년 일본의 압력으로 폐간당했다. 1919년 3.1 만세 운동 당시 민족대표 49인의 한 사람으로 참여했고, 기미독립선언서를 작성, 낭독하였다. 3.1 운동을 사주한 혐의로 투옥되었다가 투옥, 1921년에 석방되었다.
1922년 동명사(東明社)를 설립, 주간잡지 《동명(東明)》을 발행하였고 1924년 《시대일보 (時代日報)》를 창간, 사장에 취임했으나 자금과 총독부의 압력 등으로 폐간, 1925년 동아일보의 객원과 조선일보 객원 논설위원을 지냈다. 1927년 총독부의 연구비와 생계 지원 유혹으로 조선사 편수회에 참여하면서 친일 성향으로 전향하여 논란이 되었다. 그러나 그의 친일 행적은 적극적인 친일이 아니라는 반론이 1950년대에 장준하 등에 의해 제기된 바 있다.
1957년 10월 10일 뇌일혈로 별세한 그는 일제 강점기 시대 동안에 이광수, 홍명희와 더불어 조선의 3대 천재로 대표되었던 인물이다.

## 생애

### 생애 초기

#### 출생과 소년기
육당 최남선은 관상감 기사로 근무하면서 한약방을 경영했던 아버지 최헌규(崔獻圭)와 어머니 진주 강씨의 3남 3녀 중 둘째 아들로 태어났다. 대대로 명문이었고 아버지 최헌규는 하급 관리였으므로 유복한 환경에서 성장하였다. 어려서는 한학을 배웠으며, 1901년 3살 연상의 부인 연주 현씨(玄氏)와 결혼했다. 자습(스스로 독학)으로 한글을 깨쳐 1901년(광무 5)부터 《황성신문》에 글을 투고하기도 했다.
1902년 경성학당에서 일본어를 배웠다. 1904년 10월 대한제국 황실 유학생으로 선발되어 국비 유학생 신분으로 일본에 건너갔다. 국비 유학생으로 일본으로 건너갈 때 국비 유학생 중 중학생반의 소년반장(少年班長)으로 선출되기도 했다. 그 해 11월 도쿄부립 제1중학교에 입학했으나 얼마못가 12월에 중퇴하고 배편으로 귀국했다.
1906년에 다시 일본 유학을 떠나 4월 와세다 대학 고등사범학부 지리역사과에 입학하지만, 역시 3개월간 다니다 동맹 휴학으로 제적당하다가 복학하였다. 이어 이광수 등 유학생과 사귀면서 러시아 문학 작품을 탐독하였다. 1906년 7월 유학생 회보인 《대한 흥학회보 (大韓興學會報)》편찬회를 맡아 편집인으로 활동했다. 《대한 흥학회보 (大韓興學會報)》의 편집 활동을 하면서 그는 회보에다 새로운 형식의 시(신체시)와 시조를 발표하였다.

#### 잡지, 문필 활동

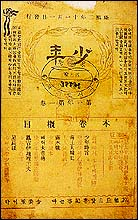
소년지 제1호 (1907년)

1907년 모의 국회 사건으로 반발하는 한국인 학생들의 총동맹 휴학을 주도하다가 와세다 대학에서 퇴학당하고 만다. 이후 이광수와 함께 소년회를 결성한다. 또한 유길준이 조직한 흥사단에도 가입하였다.
1907년 5월, 귀국한 뒤 한민족의 시대적 각성을 위한 신문화 운동을 일으키기 위해 인쇄 시설을 구입하여 1907년 11월 이광수 등과 함께 잡지 소년지를 창간한다. 소년지에서 그는 논설문과 새로운 형식의 자유시 〈해(海)에게서 소년에게〉를 발표하였고, 이광수는 계몽적인 소설을 실어 대중의 인기를 모았다. 최남선과 이광수가 발행한 잡지 《소년》지는 근대적 종합잡지의 대표적인 잡지이며 어린이, 소년을 대상으로 한 잡지 중 초기작의 하나이기도 하다. 후일 그가 소년 잡지를 창간한 11월 1일이 잡지의 날로 정해지기도 했다.
최남선은 인쇄시설을 추가로 구비하여 1908년 신문관(新文館)을 창설하였다. 처음 건물과 비용이 넉넉하지 않아 자택에 신문관을 설립하고 인쇄와 출판을 겸하였으며 후일 사세를 확장하여 경성 시내로 사무실을 옮겼다. 여기서 그는 《대한역사》, 《대한지지》 《외국지지》 등 중요한 책을 출판하였으며, 새 시대의 주인공을 위하여 1908년 최초의 종합 잡지인 《소년》을 발행하였다. 그는 이 잡지에 〈해에게서 소년에게〉라는 최초의 신체시를 발표하였으며, 1909년에는 안창호(安昌浩)와 함께 '청년 학우회'를 결성하였다. 1910년 3월에는 도산 안창호와 함께 청년학우회 평사원 겸 변론과장을 지내면서 청년학우회의 노래를 짓는 등 청소년 지도 운동에 앞장섰다.
같은 해 10월 그는 조선의 귀중한 옛 책들을 다시 간행하였으며, 민족 문화를 널리 퍼뜨리기 위한 국가적인 사업을 일으켜 조선광문회(朝鮮光文會)를 설립해 조선고서를 한글로 번역, 발간하였고, 20여 종의 육전소설(六錢小說)을 발간했다. 한편 그는 조선광문회를 통해 조선어 사전 편찬 계획을 세우고 구상했었다. 조선어 사전 편찬 계획을 세우는 그 과정에서 당시 《동국통감》, 《열하일기》 등을 비롯한 20여 종의 고전이 간행되었다.

### 일제 강점기 활동

#### 사회 및 문화 활동
경술국치 이후에도 잡지 창간을 계속해왔지만, 1911년에 조선총독부에 의해 《소년》이 폐간되었다. 이듬해 1912년 이광수의 도움으로 《붉은 저고리》, 1913년 《아이들 보이》, 《새별》등의 잡지를 발간하였으나 조선 총독부의 '신문지법' 명령으로 모두 강제폐간되었다.
1914년 몇몇 뜻있는 독지가들의 후원으로 다시 종합 계몽 잡지 《청춘 (靑春)》을 발간하여 새로운 지식의 보급과 민중 계몽을 위해 공헌했으나 이 역시 총독부에 의해 1918년 강제폐간되었다. 1918년 《청춘》에 역사 연구 논문인 《계고차존》(稽古箚存) 발표하기도 했다. 그는 신문관에서 많은 책과 잡지를 발행하는 한편 한민족 문화를 보호하기 위해 ‘조선광문회’를 1910년 설립하였다.
1919년 3·1운동 때 〈기미독립선언문〉을 기초하고 체포되어 2년 8개월형을 받아 복역한 뒤 1921년 10월 18일에 가출옥하였다. 그 뒤 변절하였다는 설이 있다. 가출옥 사유는 “청년들을 규합하는 데 대단히 좋은 영향이 있을 것”이었다. 총독부는 조선은행 총재 미노베(美濃部俊吉)에게 잡지 《동명》의 발행 자금을 지원토록 주선하였으며, 그 이유를 최남선의 출판물이 “조선의 사상계의 악화를 구하고, 또 진학문(秦學文)·이광수 등의 생계비 출처로 삼게 하도록” 하기 위해서라고 밝힌다.
가출옥 후 1922년 '동명사'(東明社)를 창립했다. 같은 해 9월 주간지 '동명'을 창간해 1923년 6월까지 발행했다. 1925년 조선의 문화와 역사를 연구하는 '계명구락부'활동에 참여했고, 동시에 《동아일보》에 사설을 쓰는 한편, 1926년 옛 백제 영토 방문기 '심춘순례'를, 근대 최초의 창작 시조집 '백팔번뇌'를 출간했다. 이어 〈단군론〉(1926년), 〈불함문화론〉(1928년)을 발표하였는데, 특히 〈불함문화론〉에서 그는 동방 문화의 근원지를 단군 신화의 무대인 백두산이라고 주장하였다.

#### 언론 활동

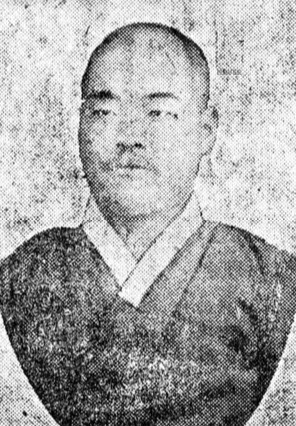
1920년 7월 20일자 동아일보에 실린 최남선의 초상

1922년 동명사(東明社)를 설립, 주간잡지 《동명(東明)》을 발행하였고, 국사 연구에 전념하여 《조선역사통속강화》를 연재했다. 1924 《시대일보 (時代日報)》를 창간, 사장에 취임했으나 자금도 부족하였고, 신문의 반일적인 논조로 조선총독부의 압력을 받아 경영난에 처하자 곧 사임하였다. 1925년 동아일보의 객원과 조선일보 객원 논설위원이 되어 사설과 칼럼을 발표하였다.
1927년 계명구락부의 기관지 《계명》 제18호에 일연의 《삼국유사》 전체를 게재하게 하였다. 같은 해 총독부가 집과 연구 비용을 지원한다고 회유하자 그해 조선사편찬위원회 촉탁을 거쳐 조선사편수회 위원이 되었다. 1932년 중앙불교전문학교 강사가 되었다. 총독부의 조선사 편수회에 가담한 일로 이광수와 절교하고, 한용운과 홍명희 등도 연이어 그와 결별 선언을 했다. 한용운은 그의 나무 위패를 새기고 장례식을 거행하여 그를 조롱하려고 시도했다.

#### 친일 행적
1920년대에 문화 운동 활동한 동시에 같은 해 1928년 10월 조선총독부 내에 식민사관 유포를 위해서 만든 어용단체인 ‘조선사 편수회’를 창립했을 때 편수 위원직을 맡았다. 1930년 8월 경성제국대학교 법문학부 교수와 조선총독부·조선사 편수회 간부들이 중심이 되어 조선과 만주를 중심으로 한 '극동문화연구'를 표방하며 조직한 청구학회의 평의원으로 활동했으며 1937년 중추원 참의를 맡아 1938년 3월까지 재임하면서 매년 1200원의 수당을 받았다. 1937년 2월 9일부터 11일까지 3회에 걸쳐 매일신보에 '조선문화의 당면과제'를 연재해 조선문화의 일본화야말로 당면한 문제 가운데 제일 중요한 것이라며 내선일체를 강조하는 사설을 기고했다. 이어 1937년 7월, 중일전쟁이 발발하자 총독부 어용기관지 매일신보와 경성일보에 각종 친일논설을 게재했다.
1938년 《만몽일보사 (滿蒙日報社)》 고문과 일본 관동군이 만주에 세운 건국대학(建國大學)의 한국사, 한국학 교수직에 임명되어 교수로 부임해 1943년 2월까지 역임했다. 1940년에는 만주에서 활동하던 항일 무장 세력을 상대로 귀순 및 투항공작을 전개한 동남지구특별공작후원회(東南地區特別工作後援會) 고문으로 활동했다. 태평양전쟁 시기에는 매일신보를 비롯해 경성일보등에 학도병 권유 유세문을 기고했고, 각종 시국강연에 나서면서 활동했다.

##### 친일 행적 옹호
장준하는 사상계지 1957년 12월호에 <육당 최남선 선생을 애도함>에서 그의 친일 협력이 본심은 아니라고 반박하였다. '한때 선생의 지조에 대한 세간의 오해도 없지 않았다. 그러나 선생의 본의가 어디까지나 이 민족의 운명과 이 나라 문화의 소장에 있었음은 오늘날 이미 사실로서 밝혀진 바요, 항간에 떠도는 요동부녀(妖童浮女)들의 억설과는 전면 그 궤를 달리하는 것이다.'라는 것이다. 그의 협력은 어쩔수 없는 것으로 '본의가 어디까지나 이 민족의 운명과 이 나라 문화의 소장에 있었음은 오늘날 이미 사실로서 밝혀진 바'라는 것이며, 그가 악의를 품고 친일을 했다는 주장에 대해 장준하는 '요동부녀(妖童浮女)들의 억설'이라며 일축하였다.
이어 장준하는 '사람을 사赦하는 법이 없고 인재를 자기 눈동자와 같이 아낄 줄 모르고 사물을 널리 생각하지 못하는 옳지 못한 풍조 때문에 우리는 해방된 후에도 선생에게 영광을 돌린 일이 없고 그 노고를 치하한 일도 없었을 뿐 아니라 도리어 욕된 일이 적지 아니하였다. 이것은 실로 온 민족의 이름으로 부끄러워해야 할 일이다.'라며 그를 친일파라고 비판하는 것을 비난 하였다.

#### 광복 직전
1943년 귀국 직후, 재일조선인 유학생의 학병지원을 권고하는 강연을 하기 위하여 도쿄로 건너가 강연활동을 한 후 그해 중순 귀국하였다. 1943년 11월 다시 이광수와 함께 학병 독려의 목적으로 출국했다.
육당 최남선과 춘원 이광수는 1943년 11월 24일 일본 도쿄 메이지 대학에서 조선인 전문·대학생들에게 학병에 지원하라는 강연을 했다. 당시 도쿄에서 발행된 잡지 ‘조선화보’(1944년 1월호)에서 아동문학가 마해송의 사회로 진행된 육당과 춘원의 대담 내용이 기록되었다. 이 대담에서 춘원은 강연회에 대해 “일종의 극적 광경이라고나 할까. 황국을 위해 전장에 나가 죽자는 생각이 모두의 얼굴에 드러났더군요”라며 “그때의 압권은 최(남선) 선생님의 강연이 아니었을까요”라고 말했다. 육당은 “적어도 천오백 명은 모인 것으로 알고 있습니다”며 “일찍이 없었다고 해도 좋을 정도지요”라고 화답했다.
최남선은 “어떤 학자는 ‘(일본)무사도의 연원은 신라의 화랑이 그 토대였다’라는 것을 생각할 정도”라며 한일 양국 공통의 상무(尙武) 정신을 역설했고, 이에 이광수는 “저 ‘화랑’의 사상이란 오늘날 막 바로 부활시켜도 좋다고 생각합니다”며 동조했다.

### 생애 후반

#### 광복 이후 활동
1945년 8월 15일 일본이 항복하자 경성부 우이동(牛耳洞)에 은거, 외부 출입을 삼가고 역사논문 집필에 전념하였다. 그해 9월 한민당의 영입 제의를 사양하였다. 그러나 광복 후 그는 '민족개량주의로 흘러가 친일파로 변절했다.'는 것 때문에 친일 반민족 행위자로 비난을 받았다.
1949년 1월 반민특위에 체포되어 곧 바로 서대문 형무소에 수감, 투옥되었으나 병보석으로 출감하여 5월에 공판을 받았다. 수감 중에 그는 자신은 민족을 위해서, 나의 연구 성과를 지키기 위해서 협력하였다고 항변하였으며, 특별재판부에 참회의 뜻을 담은 '자열서'(自列書)를 제출했다. 그러나 그를 기소한 반민특위는 친일파 출신 정치인들이 친일 인사들을 정치적 목적에서 감싸면서 탄압받았고 1949년 2월 병보석 신청이 받아들여져 석방, 그의 친일행각은 사실상 처벌되지 않았다.

#### 최후
1950년 한국 전쟁이 일어나자 '대한민국 해군전사편찬위원회'에서 일했다. 휴전 후 《서울시사(市史)》 편찬위원회 고문으로 재직하였고, 신문과 잡지에 한국의 역사 문화와 관련된 기고활동을 계속했다. 1957년 10월 10일 《한국역사대사전》을 편찬하던 도중 병으로 죽었다.

## 사후
- 그의 동생 최두선이 민주당에서 활동하였으므로 자유당에서는 최남선이 친일파라고 공격했다.
- 사후 장준하 등은 추도사를 통해 그가 자의에 의해 친일하지 않았다며 그를 '우리의 가장 친근한 벗이요 경애하는 스승'이라며 그의 업적을 치하하였다. 장준하는 그가 죽자 장례식과 빈소를 방문하였고, 사상계지 1957년 12월호에 <육당 최남선 선생을 애도함>이라는 추도사를 실어 그의 업적과 공적을 추모하였다.

- 1973년 고려대학교 아시아 문제 연구소에서 《육당최남선전집》을 편찬, 1975년 15권으로 정리 발간되었다.
- 2009년 민족문제연구소에서 발간한 친일인명사전에 교육, 학술 분야에 수록되었으며 친일반민족행위진상규명위원회가 발표한 친일반민족행위 705인 명단에도 포함되었다.

## 문학
최남선은 그는 평생 고전 정리와 주석에 관계된 것 등 다방면에 걸쳐서 국사와 고전 서적의 간행, 복원, 한글 번역 작업을 하였다. 한국 최초의 잡지 《소년》을 창간하고, 최초의 신체시 〈해에게서 소년에게〉를 창작하는 등 개화기 신문화 운동의 선구자였다. 시조 부흥 운동을 지도하여 최초의 시조 시화집 《백팔번뇌》를 출판하기도 하는 등 신문화와 전통 문화의 과도기를 살았던 인물로서 한국의 신문화 운동에 남긴 업적은 매우 크게 평가되고 있다.

## 학력
- 경성학당 수료
- 일본 도쿄 제1중학교 중퇴
- 일본 와세다 대학교 지리역사학과 중퇴

## 역사 연구
단군을 건국 시조 개인이 아닌 제사장으로 파악하였고, 동북아시아의 샤머니즘을 바탕으로 단군 신화를 이해하려 하였다.
1925년 일본어로 발표된 〈불함문화론〉은 한·일 문화동원론, 일선동조론을 위한 것으로 동이문화권에 발칸반도, 카스피해, 일본, 유구를 끌어들여 단군의 민족주의를 세계주의로 변질시키고 역사인식을 혼란시켰다는 지적이 있다.
또한 최남선의 단군론은 1926년 3월 3일부터 1926년 7월 25일까지 일제강점기에 『동아일보』에 연재된 글인데 특유의 논법에 의거한 ‘단군론’을 내세워 일본인 중심의 식민사관에 맞서기도 하였다.

## 평가
장준하는 '그를 경애하는 스승이며 민족 사상 고취를 위해 노력했다'고 하였다. 장준하는 '선생은 약관 18세에 이미 궤란을 기도에서 구하려는 큰 뜻을 품고 우선 민족의 명영을 영원히 부지하려는 원대한 의도 밑에 문화의 황무지를 개척하는 데 혼신의 노력을 기울이기 시작한 이래 종시일관하여 68세를 일기로 세상을 떠날 때까지 민족의 재흥을 위하여 발분망식하였다. 선생이 우리 역사학에 전심하여 마침내 사학의 태두로 일세의 숭앙을 받기까지에 이른 근본 연유도 실로 여기에 있는 것이다.'라며 그가 한국 역사학 연구에 끼친 공로를 높이 평가하였다.
장준하는 이어 '그뿐 아니라 선생은 상아탑의 일개 학구로 그치지 않고 실實에 즉하고 의義에 나아가 항상 민족사상의 고취에 힘썼고 3.1혁명에 가담하여 독립선언서를 기초하고 이어서 장시일의 옥고를 치른 후에도 한 길을 더듬어서 노력을 게을리 하지 않았다. 이리하여 육당 선생은 이 민족이 가장 암담한 절망의 골짜기에 처해 있을 때에도 항상 우리와 더불어 있었고 우리의 가장 친근한 벗이요 경애하는 스승이었다. 그러하여 민족의 생명은 싹을 부지하고 겨레는 위안을 받고 희망을 갖추어 광복에 이른 것은 만인이 다 아는 사실이다.'라고 높이 평가하였다.

## 작품 및 저서

### 시
- 〈해에게서 소년에게>
- 시조집 《백팔번뇌》

### 저서 및 논문
- 〈단군론〉(檀君論)
- 〈불함문화론〉(不咸文化論), 《조선급조선민족(朝鮮及朝鮮民族)》, 1927년
- 《조선역사》
- 《삼국유사해제》
- 《조선유람기》
- 《고사통》
- 《조선 독립운동사》

### 회화
- 《근역강산맹호기상도》(槿域江山猛虎氣象圖), 1908년

## 가족 관계
- 아버지 : 최헌규
- 어머니 : 강씨
  - 동생 : 최두선(崔斗善, 前 대한민국 국무총리)
  - 부인 : 현씨
    - 장남 : 최한웅(崔漢雄, 1918 ~ 2002 前 서울대 의대 교수)

## 기타
1944년 1월의 조선화보에서 육당의 계몽가요 ‘경부철도가’(1908)가 일어로 번역된 영국 시인 바이런의 ‘해적’을 일본의 신체시 형식으로 모방했다는 고백을 하기도 했다.

## 최남선을 연기한 배우들
- 박인환 - 《제1공화국》(1981년), MBC 드라마
- 박태호 - 《야인시대》(2003년), SBS 드라마
- 남명렬 - 《꿈》(2012년), 연극

## 같이 보기
| - 민족대표 33인 - 삼일운동 - 단군론 - 안재홍 - 이광수 - 한용운 - 홍명희 - 방응모 | - 조선일보 - 김동인 - 서춘 - 이갑성 - 장준하 | - 조선사 |

## 참고 자료
- 최남선(崔南善,1890∼1957)
- 이영화, 「崔南善壇君論의 전개와 그 변화 - 檀君에서 壇君으로, 壇君에서 檀君으로」, 한국학중앙연구원